# Juan de Luna
Juan de Luna, (Toledo, h. 1575-Londres, 1645) escritor y profesor de lengua español del Siglo de oro.

## Biografía
Aunque algún investigador pensó que era de origen aragonés y que seguramente era filoprotestante, las investigaciones de Eduard Boehmer, Jean Marc Pelorson y Robert S. Rudder han documentado al fin la biografía de este autor hasta el punto de poderse afirmar que era natural del reino de Toledo, como el mismo autor afirma en la portada de un libro suyo impreso en 1616, y protestante.
Precisando más, las investigaciones recientes de María del Carmen Vaquero concluyen que es muy probable que fuera el toledano fray Juan de Luna, de la Orden de San Agustín y de rancia familia judeoconversa toledana; estuvo algún tiempo en Salamanca y abandonó España en 1612, según escribió en la dedicatoria de su Arte breve, "por una justa y legítima causa", y tras pasar brevemente por Holanda, se estableció en Francia "para poder profesar públicamente la verdadera religión"; en efecto, se convirtió a la religión reformada y marchó a la facultad de teología protestante de Montauban, donde estudió hasta 1614 o 1615; vivía ya en París en 1615 como intérprete de lengua española. Vaquero incluso encuentra una relación genealógica entre este Juan de Luna y el famoso arcipreste de San Salvador de Toledo, a la que parece aludir el autor en el prólogo de su novela picaresca:    era, por parte de madre, bisnieto del maestrescuela, canónigo y arcediano Juan Álvarez, cura de la iglesia de San Salvador.
En París (1615) se imprimió la primera edición de su libro de texto Arte breve y compendioso para aprender a leer, pronunciar, escribir y hablar la lengua española, escrito completamente en castellano; como el texto salió estragado por toda suerte de erratas, lo reimprimió, esta vez en versión bilingüe hispanofrancesa, en 1616, dedicado a Anne de Lucé, condesa de Soissons y conocida militante de la Iglesia Reformada. Un bienio después, hacia 1617, se casó con Marguerite Rouchau, y el 1 de enero de 1618 nació Anne, la primera de sus seis hijos, que fue bautizada por M. Durant, famoso clérigo protestante, y apadrinada por el Conde de Orval y Anne de Rohan, de conocida familia de hugonotes. En 1619 publica en París sus Diálogos familiares, en los cuales se contienen los discursos, modos de hablar, proverbios y palabras españolas más comunes, muy útiles y provechosas para los que quieren aprender la lengua castellana. La obra va dirigida a Luis de Borbón, conde de Soissons, hijo de Anne de Lucé y sucesor del líder de los hugonotes Condé, y consiste en doce diálogos de los cuales solamente cinco son de Luna y los siete restantes están tomados de los Diálogos apacibles de John Minsheu. 
En 1620 publica en la misma ciudad, junto a su versión del Lazarillo de Tormes anónimo de 1554, una continuación escrita por él, pero bajo el nombre de H. de Luna, seguramente, como era habitual entre los protestantes españoles, para importunar inquisiciones: la Segunda parte de la vida de Lazarillo de Tormes. La obra está dedicada a Henriette de Rohan, hermana de otro importante adalid de los protestantes franceses, Henri de Rohan. Christiane Faliu-Lacourt piensa que en 1620 publicó un Ramillete de flores poéticas y notables Hieroglíficos en alabanza de las hermosas damas de este tiempo, con un curioso y utilissimo méthodo y reglas para saber pronunciar, escribir y leer bien y cortadamente la lengua española... (Toulouse: Juan Maffre, 1620), que acompaña de un glosario para mejor entender las historietas cómicas que cuenta, muchas de ellas relacionadas con Toledo; la obra es muy parecida a las demás del autor, pero está puesta a nombre de un tal Alejandro de Luna, doctor en medicina y partícipe de la academia de los Philaretas de Toulouse; seguramente o era un pariente, o bien el mismo Juan de Luna, acostumbrado a disimular su nombre otras veces para escapar de ser identificado como un renegado católico, lo cual solo le podría acarrear problemas (el calvinista Juan Díaz, por ejemplo, fue asesinado por su propio hermano); ese procedimiento era muy frecuente entre los protestantes españoles, y lo usó para esconderse también Francisco de Enzinas y otros. Que eran tiempos inseguros y revueltos para los protestantes en Francia lo demuestra que en 1621 se vio en la necesidad de huir a Inglaterra; luego publicó en Barcelona su traducción de una relación de sucesos francesa, Narración verdadera de todo lo que ha passado sabado a 30 de julio en el sitio de Tonneins y desecha de las tropas del señor de la Force (Barcelona, Esteban Liberòs, 1622), donde se describe uno de los repetidos sitios y saqueos que sufrió esa ciudad hugonota francesa por parte de las tropas católicas del cardenal Richelieu.
Consta en 1623 que estaba establecido en la calle londinense de Cheapside, donde todos los domingos oficiaba en calidad de predicador protestante en la capilla de la Mercers' Company, el gremio para 'mercers' (mercadores de seda y otros tejidos), para los reformados españoles que entonces residían en Londres. Desde 1633 hasta 1644 también aparece en los archivos de la Leathersellers' Company de Londres (gremio para vendedores de cuero), recibiendo una pensión anual de cuatro libras esterlinas. Siguió ganándose la vida, como lo había hecho en Francia, enseñando español y como clérigo reformado. Al poco tiempo revisa la versión inglesa de su Segunda parte, que se editó en Londres en 1622 con algunos cambios. También en la ciudad del Támesis, en 1623, apareció la tercera edición de su Arte breve, ahora en español e inglés, seguido de un Coloquio familiar. El libro lleva una dedicatoria a un noble y en ella el escritor aduce "la necesidad que de un tal amparo tiene un forastero que ha dejado su patria, parientes y haciendas por una justa y legítima causa". Se lamenta también de que la subvención que le habían prometido no le era suficiente para mantener a su mujer y sus seis hijos. Tres años después nuestro personaje aparece junto al pastor de la iglesia italiana en Londres haciendo gestiones para que ambas congregaciones se unieran. En Londres se casaron al menos tres de sus seis hijos: Luisa de Luna con Johan de Camp en 1635, Maria de Luna con Guillaume Mariot en 1636, y Margaret de Luna con William Hicks en 1646 (cuando la madre de la última, también llamada Margaret, es 'viuda' y viviendo en la parroquia de St Botolph-without-Bishopsgate). Escribió su testamento en Londres el 24 de julio de 1637.  Murió muy probablemente en marzo de 1645, visto que su pensión de la Leathersellers' Company terminó en ese mes y que su testamento fue validado el 29 de marzo de 1645. 
En 1652 apareció una segunda edición de la Segunda parte del Lazarillo con pie de imprenta en Zaragoza, si bien en realidad lo fue en París, patraña que se debió sin duda a la intención de que pudiera facilitarse su difusión y venta en España. En esta versión hay importantes cambios en el texto.

## Obra
Era de confesión protestante, por lo cual zahirió en sus obras al clero secular y regular católico, a inquisidores y a ermitaños. Escribió la mejor de las segundas partes del Lazarillo de Tormes, también una novela picaresca, a diferencia de la continuación anterior (Amberes, 1555), que era más bien una fábula imaginativa al estilo de las de Luciano de Samosata. De ella se burló el mismo Luna en el prólogo de la suya: Segunda parte de la vida de Lazarillo de Tormes (París, 1620), reimpresa en Zaragoza (pero París) en 1652 con variantes textuales, una de ellas, por ejemplo, no prometer ya una tercera parte. El autor justifica su obra en la escasa calidad de la primera continuación, lo que le impulsó como toledano y conocedor del ambiente de la obra a elaborar otra más digna y realista:
La ocasión, amigo lector, de haber hecho imprimir la Segunda parte de Lazarillo de Tormes ha sido por haberme venido a las manos un librillo que toca algo de su vida, sin rastro de verdad. La mayor parte dél se emplea en contar cómo Lázaro cayó en la mar, donde se convirtió en un pescado llamado atún, y vivió en ella muchos años, casándose con una atuna, de quien tuvo hijos tan peces como el padre y madre. Cuenta también las guerras que los atunes hacían, siendo Lázaro el capitán, y otros disparates tan ridículos como mentirosos y tan mal fundados como necios. Sin duda que el que lo compuso quiso contar un sueño necio o una necedad soñada. Este libro, digo, ha sido el primer motivo que me ha movido a sacar a la luz esta Segunda parte, al pie de la letra, sin quitar ni añadir, como la vi escrita en unos cartapacios en el archivo de la jacarandina de Toledo, que se conformaba con lo que había oído contar cien veces a mi abuela y tías, al fuego, las noches de invierno y con lo que me destetó mi ama.
La obra conoció un gran éxito en su época: cuatro ediciones en castellano y siete traducciones francesas antes de acabar el siglo XVII. Pero en España no se publicó hasta 1835, significativamente al año siguiente de ser abolida para siempre la Inquisición. Desde esa fecha se ha reimpreso más de veinte veces.
El autor demuestra conocer la obra de Cervantes, Mateo Alemán, Quevedo y Vicente Espinel, y parodia la disparatada segunda parte del Lazarillo (Amberes, 1555) en buena parte de su obra. Retoma el anticlericalismo y la misoginia del Lazarillo original convirtiendo a su protagonista en marido "cartujo".
El argumento de la obra es el siguiente. Lázaro abandona Toledo dejando a su hijo "injerto a canutillo" y a su mujer cuidados por el arcipreste, que lo hace "como si propios fueran". Se reencuentra con el escudero, que le refiere una aventura que tuvo con una dama non sancta. Embarca después en la armada contra el moro y naufraga, salvándose solamente los capitanes, gente de consideración y "dos clérigos que había" en el esquife y que ni siquiera se ocuparon en confesar a los futuros ahogados porque sólo pensaban en salvarse como fuera; como él estaba completamente lleno de vino, borracho perdido, el agua no puede entrar en él y sobrevive salvado por dos pescadores que deciden exhibirlo como una especie de monstruo marino o pece Nicolao dentro de una cuba de agua; escapa vertiendo el agua de la cuba, que se filtra al piso inferior y moja a una dama en su cama que "movida de caridad, había acogido en ella a un clérigo que por su contemplación había venido a aposentarse allí aquella noche", de forma que aparecen desnudos él y ella "como Cupido con la flecha y Venus con el carcaj". De regreso a Toledo con el arcipreste, este le muestra los nuevos hijos que su mujer ha tenido de él (el Lazarillo) durante su larga ausencia, desvergüenza que al fin obliga a Lázaro a pleitear contra él, perdiéndolo. Decide entonces marchar a Madrid a trabajar como ganapán; allí sirve primero a una meretriz sevillana y luego transporta el hato de un franciscano; ambos amos le dan por único pago palos y golpes. Antes de abandonar la corte se encuentra metido en los amores entre Clara, doncella repolluda, y un galán pisaverde al que se encarga de transportar a casa de la moza escondido en un cofre que se desfonda descubriendo toda la treta, con nuevo saldo de palos y golpes a Lázaro, quien sin embargo logra pasar el castigo al escudero; conoce a unos gitanos y se vuelve a tropezar con la repolluda y el pisaverde en una venta a las afueras de Valladolid, donde el Santo Oficio arremete contra los hermanos que quieren vengar a la ligera de cascos dama. Entre los gitanos figuran el clérigo y la chica que fueron mojados cuando se escapó del tonel. Un viejo gitano afirma que en España
Todos eran clérigos, frailes, monjas o ladrones, pero que entre todos los mayores bellacos eran los que habían salido de los monasterios mudando la vida especulativa en activa
Durante su estancia en Valladolid sirve simultáneamente a siete mujeres non sanctas, una en concreto beata hipócrita y aficionada al trato erótico con frailes. A poco, tras una orgía acaecida entre doce varones y seis mujeres, decide hacerse ermitaño y convive con uno que a la postre resulta tener una despensa de primer orden y haber estado amancebado con otra daifa, y no sólo eso, sino que la suegra del eremita había concebido a la dicha buscona y a sus dos hermanas no menos busconas a raíz de sus relaciones "con un monje, un abad y un cura, porque siempre he sido devota de la iglesia". La vieja rabiza refiere a Lázaro cómo ella misma inició en el oficio a sus hijas con eclesiásticos "por ser gente secreta, casera, rica y paciente". Tras esto es burlado y secuestrado por unas mujeres que le atan desnudo a una cama mientras le vejan y maltratan, y aún amenazan con cortarle el dominguillo, curiosa escena cómica y sadomasoquista que la crítica no suele mencionar; le echan a la calle en cueros y ensabanado y es perseguido por la chiquillería, de la cual se esconde en una iglesia, donde es confundido con un fantasma y espanta a toda la concurrencia. Con este apogeo de la humillación concluye la obra. ¿Didáctica moralidad en este escrito?
La industria de los hombres es vana, su saber ignorancia y su poder flaqueza cuando Dios no fortalece, enseña y guía (cap. VI)
También se le deben obras para que aprendieran la lengua española los extranjeros, como Diálogos familiares, en los cuales se contienen los discursos, modos de hablar, proverbios y palabras españolas más comunes, muy útiles para los que quieren aprender la lengua española (París, 1619), una colección de doce diálogos de los cuales cinco son suyos y los otros siete de John Minsheu, y Arte breve y compendiosa para aprender a leer, escrevir, pronunciar y hablar la lengua española (Londres, 1623, reimpresa en Zaragoza en 1892).
El estilo de Juan de Luna es claro y preciso, ajeno a las veleidades conceptistas. Sabe cómo narrar con desparpajo, humor, ingenio y desenvoltura, y su obra es muy amena. Satírico, se destacan sus críticas, anticlericales y antiinquisitoriales sobre todo, pero también provistas de una gran misoginia.

## Ediciones
- Diálogos familiares, París, Miguel Daniel, 1619 (ed. de J. M.ª Sbarbi, en El Refranero general español, t. I, Madrid, A. Gómez Fuentenebro, 1874-1878, págs. 159-277)
- (Atribuida) Ramillete de flores poéticas y notables Hieroglíficos en alabanza de las hermosas damas de este tiempo, con un curioso y utilissimo méthodo y reglas para saber pronunciar, escribir y leer bien y cortadamente la lengua española. Pónese un Index y diccionario de los vocablos, cortesías y modos de hablar dificultosos que tiene la dicha lengua, hasta ahora nunca impressos, traduçidos en lengua françesa, Toulouse: Juan Maffre, 1620.
- Segunda parte de la vida de Lazarillo de Tormes, París, Rolet Bovtonne, 1620 (ed. de Elmer Richard Sims, Austin, University of Texas, 1928; ed. F. Guerrero Pérez, Santiago de Chile, Editorial Universitaria, 1955; ed. de Martín de Riquer, en La Celestina y Lazarillos, Barcelona, Vergara, 1959; ed. de Juan Alcina Franch, Barcelona, Juventud, 1965; ed. M.ª I. Chamorro Fernández, Madrid, Ciencia Nueva, 1967; ed. de Ángel Valbuena Prat, Madrid, Aguilar, 1972; ed. de J. M.ª Mundet Gifre, Barcelona, Acervo, 1977; ed. de P. M. Piñero Ramírez, Madrid, Editora Nacional, 1977, y Madrid, Cátedra, 1988; ed. de J. L. Laurenti, Madrid, Espasa Calpe, 1979; ed. de Antonio Rey Hazas, Madrid, Emiliano Escolar, 1982; ed. de F. Sevilla Arroyo, en La novela picaresca española, Madrid, Castalia, 2001, págs. 803-826)
- Traducción de Narración verdadera de todo lo que ha passado sabado a 30 de julio en el sitio de Tonneins y desecha de las tropas del señor de la Force, Barcelona, Esteban Liberòs, 1622.
- Arte breve y compendiosa para aprender a leer, pronunciar, escribir y hablar la lengua española, Londres, William Jones, 1623.